# Theodor Wilhelm Engelmann
Theodor Wilhelm Engelmann (ur. 14 listopada 1843 w Lipsku, zm. 20 maja 1909 w Berlinie) – niemiecki fizjolog. 
Studiował nauki przyrodnicze i medycynę na Uniwersytecie w Jenie w latach 1861-1862, a następnie na Uniwersytecie w Heidelbergu, Uniwersytecie w Getyndze i Uniwersytecie w Lipsku. W 1867 uzyskał stopień doktora medycyny w Lipsku. Od 1871 profesor w Utrechcie, od 1897 w Berlinie, jeden z pierwszych badaczy zjawisk psychologicznych u zwierząt niższych, wykazał ważne znaczenie oddychania tlenowego dla protoplazmy, wpływ światła na bakterie. Ważne są jego badania nad ogólną fizjologią mięśni i nerwów. Jego prace o powstawaniu ruchów serca doprowadziły do całkowitej zmiany uznawanych za jego czasów teorii. Napisał m.in. "Zur Naturgeschichte der Infusionstiere". 
Od 1870 był członkiem zagranicznym Królewskiej Holenderskiej Akademii Sztuk i Nauk. W 1889 został przyjęty w skład Akademii Leopoldina.